# Mont Omusha
Le mont Omusha (双子山, Omusha-nupuri) est une montagne culminant à 1 379 m d'altitude dans les monts Hidaka en Hokkaidō au Japon. La montagne possède deux pics, le plus élevé à 1 379 m, le moins élevé à 1 363 m.